# William Henry Goldney Baker
Sir William Henry Goldney Baker, britanski general, * 1888, † 1964.